# Watshamia malaica
Watshamia malaica är en stekelart som beskrevs av Boucek 1974. Watshamia malaica ingår i släktet Watshamia och familjen puppglanssteklar. Inga underarter finns listade i Catalogue of Life.